# Proboscina japonica
Proboscina japonica är en mossdjursart som beskrevs av Okada 1923. Proboscina japonica ingår i släktet Proboscina och familjen Oncousoeciidae. Inga underarter finns listade i Catalogue of Life.